# Zgornji Čačič
Zgornji Čačič – wieś w Słowenii, w gminie Osilnica. W 2018 roku liczyła 8 mieszkańców.